# Salvador Navarro Pradas
Salvador Navarro Pradas (València, 1963) és un empresari i dirigent empresarial valencià, president de la patronal Confederació Empresarial Valenciana (CEV) des de 2011.
Amb formació en direcció d'empreses i gestió financera, Salvador Navarro ha treballat per a diverses empreses de transports, s'incorpora a la direcció de l'empresa de transports CBL Logística el 1996 i cinc anys després arriba a la presidència a l'organització empresarial espanyola Cave Logística. En l'àmbit de la representació empresarial fou membre de la directiva de l'extinta Confederació d'Organizacions Empresarials de la Comunitat Valenciana (CIERVAL) i des de 2003 de la Federació Valenciana d'Empreses del Transport i la Logística (FVET). Des de 2005 també de la CEV que presideix des de 2011.